# 赫苏斯·阿尔韦托·安古洛
赫苏斯·阿尔韦托·安古洛·乌里亚特（西班牙語：Jesús Alberto Angulo Uriarte，1998年1月30日—），墨西哥男子足球运动员，司职后卫。他曾代表墨西哥国奥队参加2020年夏季奥林匹克运动会足球比赛，获得一枚铜牌。